# 1983 (телесеріал)
«1983» — телесеріал-антиутопія, політичний детектив, дія якого відбувається в альтернативному всесвіті: досі існує «залізна завіса», а комуністичний тоталітаризм досяг свого жахливого розквіту. Серіал «1983» — перший проєкт Netflix, знятий польською мовою; вісім епізодів створені Джошуа Лонгом та випущені 30 листопада 2018 року.

## Сюжет
Терористична атака 1983 року змінила історію Польщі та світу загалом: існують Польська Народна Республіка і Радянський Союз, «залізна завіса» між соціалістичними країнами та Заходом залишилися, холодна війна триває. Дія серіалу відбувається 2003 року, коли студент-юрист Кайєтан та слідчий Народної міліції Анатоль дізнаються про змову з метою повалення комуністичної влади в країні.

## У головних ролях
| Актор                                      | Роль                              |
| ------------------------------------------ | --------------------------------- |
| Роберт Вєнцкевич (Robert Więckiewicz)      | Анатоль Янув (Anatol Janów)       |
| Мацей Мусял                                | Кайєтан Сковрон (Kajetan Skowron) |
| Міхаліна Ольшаньська (Michalina Olszańska) | Еффі Ібром (Ofelia 'Effy' Ibrom)  |
| Анджей Хира (Andrzej Chyra)                | Владислав Ліс (Wladyslaw Lis)     |
| Зофья Віхлач (Zofia Wichłacz)              | Кароліна Ліс (Karolina Lis)       |
| Кшиштоф Вах (Krzysztof Wach)               | Мачєй Мац (Maciej Mac)            |

## Виробництво
6 березня 2018 року Netflix оголосив про виробництво 8-серійного фільму. 2 жовтня 2018 року вийшов перший трейлер, а світова прем'єра серіалу відбулася 30 листопада.